# Oedemera artvinensis
Oedemera artvinensis es una especie de coleóptero de la familia Oedemeridae.

## Distribución geográfica
Habita en Turquía.